# 救薑刑警
《救薑刑警》為於2000年上映的香港劇情片，編導為阮世生，吳鎮宇、狄龍、張家輝、車沅沅等主演。

## 劇情大綱
臥底探員張耀輝在一次偽鈔交易中成功幫助警方抓獲罪犯，然而交易的贓款與一位警察同事阿雄卻同時失踪，輝追逐尋找時被警察截停，並被發現車尾箱中有一無頭屍，經警察認證為失踪同事阿雄。張耀輝為自證清白逃走，喬裝查看無頭屍體，因種種事故，最後劫持了法醫高兆祺。祺漸漸感覺事情蹊蹺，開始配合輝一同查明案件真相。

## 主要演員
- 吳鎮宇 飾 高兆祺，瑪麗醫院高級醫生（法醫），協助輝查出真相
- 狄　龍 飾 劉正君，警司，主謀，因樓價下跌變成「負資產」和妻子帶子離開而起貪念
- 張家輝 飾 張耀輝，遭劉、Rick和雄陷害
- 車沅沅 飾 阿玲（Ling），協助輝查出真相
- 潘源良 飾 羅偉雄，出賣輝，最後遭Rick殺害
- 田蕊妮 飾 林寶儀（Bobo），阿雄妻子，最後遭Rick殺害
- 馬德鐘 飾 Rick，向劉提議私吞二千萬公款，因殺害高醫生時哮喘發作身亡
- 林曉峰 飾 阿Lo，高醫生助手
- 黎耀祥 飾 的士司機，接載輝找Bobo
- 黃泆潼 飾 與高醫生約會的女生